# Deontología (profesional)
La ética profesional o deontología profesional (del griego δέον 'debido' + λόγος 'tratado', término introducido por Jeremy Bentham en su Deontology or the Science of Morality, Deontología o ciencia de la moralidad, 1834) es la rama de la ética aplicada cuyo propósito es establecer los deberes de quienes ejercen una profesión.
La ética o deontología no impone sanciones legales o normativas. Sin embargo, la ética profesional puede estar, en cierta forma, en los códigos legales que regulan una actividad profesional. La deontología también forma parte de lo que se conoce como ética normativa y presenta una serie de principios y reglas de cumplimiento obligatorio.
Existe una subdisciplina de la ética profesional por cada profesión que la requiera. Algunos ejemplos prominentes son la ética médica, la ética de los negocios, la ética de la ingeniería, la ética jurídica y la ética periodística.

## Significado y objeto
Por lo general, se halla recogida en forma escrita en los llamados códigos deontológicos, habituales en esferas como la abogacía, la medicina o el periodismo, pero que deberían extenderse a cualquier otra disciplina en que se trate con seres humanos o seres vivos. 
La deontología se conoce también con el nombre de "teoría del deber" y, al lado de la axiología, es una de las dos ramas principales de la ética normativa. Un código deontológico es un conjunto de criterios, apoyados en la deontología con normas y valores, que formulan y asumen quienes llevan a cabo una actividad profesional.
La deontología trata del espacio de la libertad del hombre sólo sujeto a la responsabilidad que le impone su conciencia. Asimismo, Jeremy Bentham considera que la base de la deontología se debe sustentar en los principios filosóficos de la libertad y el utilitarismo, lo cual significa que los actos buenos o malos de los hombres sólo se explican en función de la felicidad o bienestar que puedan proporcionar asuntos estos muy humanistas. Para Bentham, la deontología se entiende a partir de sus fines (el mayor bienestar posible para la mayoría, y de la mejor forma posible).
Los argumentos humanistas de libertad y utilitarismo fueron apropiados en la deontología, con las exigencias ético-racionales que influyeron de alguna manera en el constitucionalismo colombiano (como que fue amigo de Francisco de Paula Santander y Miranda). Bentham coincide con Jean-Jacques Rousseau en su idea de que, hasta su tiempo, los sistemas morales y políticos están fundados en el irracional histórico y deben ser sustituidos por una moral y un orden político naturales, es decir, racionales; lo cual fue acogido por las nacientes repúblicas americanas.
Los primeros códigos deontológicos se aplicaron después de la Segunda Guerra Mundial luego de ver las atrocidades que los profesionales de la salud (Médicos principalmente) aplicaban con las personas justificándose en el ejercicio de la investigación, pero que tampoco tenían ningún tipo de regulación ni control, es así como durante la guerra fría se comienza a estudiar y aplicar la deontología en Europa. 
Como ya se ha observado, América Latina no ha sido ajena a la apropiación de la deontología, ya que se han implementado muchos códigos deontológicos y éticos, principalmente en el área de la salud. Incluso existen leyes apoyadas en la deontología, como es el Código Deontológico y Bioético del Psicólogo Colombiano, Ley 1090 de 2006, en el cual Nelson Ricardo Vergara C, psicólogo investigador y gestor de este código y ley (Psicología hoy 2005 y Colpsic), deja ver claramente la base filosófica humanista liberal y utilitarista benthamista, muy apropiada para la psicología moderna y que no menos se hace notar también en la constitución colombiana de 1991. Este es un claro ejemplo de la fuerza y la solidez del concepto deontológico aplicado y expresado en las leyes democráticas más modernas.[cita requerida]
Puede hablarse también de una deontología aplicada, en cuyo caso no se está ya ante una ética normativa sino descriptiva e incluso prescriptiva. La deontología aplicada al estudio de los derechos y deberes, particularmente enfocados al ejercicio de una profesión, es el caso de la deontología profesional. Para su aplicación se elaboran códigos deontológicos, los cuales reglamentan, de manera estricta o bien a modo de orientación, las cuestiones relativas al "deber", de los miembros de una determinada profesión. La deontología se nutre por un lado del marco jurídico, y por otro del marco moral.
Su concepto básico es que obrar "de acuerdo a la ética" se corresponde con obrar de acuerdo a un código predefinido. Un apartamiento de una norma previamente definida, en general por escrito, constituye una actitud o un comportamiento no-ético. Por tanto, hablamos del argumento supremo que ha de orientar cualquier conducta.